# Estádio José Moreira de Andrade
O  Estádio José Moreira de Andrade é um estádio de futebol brasileiro localizado em Palmácia, Ceará, sendo de propriedade da Prefeitura Municipal.
Trata-se de um ponto de referência significativo para os entusiastas de esportes na região e desempenha um importante papel na promoção do esporte local e na comunidade em geral.[carece de fontes?] Apesar de ser um estádio de porte menor em comparação com grandes arenas esportivas, o Estádio José Moreira de Andrade oferece uma estrutura funcional para eventos esportivos locais, com capacidade para 5.000 pessoas. Possui instalações básicas, como arquibancadas, vestiários e áreas de apoio para atletas e espectadores.

## História
Na sua inauguração, o Estádio José Moreira de Andrade foi nomeado em homenagem a uma figura proeminente da comunidade. Desde então, tem sido o local de muitos eventos esportivos e atividades recreativas, contribuindo para a identidade esportiva da região do Maciço de Baturité. O estádio é frequentemente utilizado para uma variedade de eventos esportivos, incluindo partidas de futebol locais, campeonatos estaduais, torneios amadores e eventos comunitários. Além disso, serve como um espaço para práticas esportivas recreativas e atividades de condicionamento físico para os moradores locais. Como um centro esportivo fundamental em Palmácia, o Estádio José Moreira de Andrade é visto como um recurso valioso para o desenvolvimento contínuo da comunidade. Com melhorias planejadas e investimentos em infraestrutura esportiva, espera-se que o estádio continue a desempenhar um papel vital no cenário esportivo local. O Estádio José Moreira de Andrade representa mais do que apenas um local para eventos esportivos. É um símbolo de orgulho para a comunidade de Palmácia, refletindo sua paixão pelo esporte e seu compromisso com um estilo de vida ativo e saudável.